# Denis Marconato
Denis Marconato (Treviso, Véneto, Italia, 29 de julio de 1975) es un baloncestista italiano. Juega de pívot y destaca por su faceta defensiva y su gran capacidad reboteadora. Su club actual es el Dinamo Basket Sassari de la LEGA de Italia.
Ha sido internacional con la Selección de baloncesto de Italia, con la cual consiguió la medalla de plata en los Juegos Olímpicos de Atenas 2004, y el oro en el Eurobasket 1999. 
A nivel de club, ha desarrollado la mayor parte de su carrera en Italia en el Benetton Treviso, excepto en la temporada 1995-1996 cuando jugó cedido en el Padova de la segunda división italiana. 
En 2005 fichó por el FC Barcelona, en el cual militó durante 3 temporadas, tras las cuales fichó por el Bruesa GBC de San Sebastián para la temporada 2008-2009. El 6 de mayo se hizo público un acuerdo por el que era cedido al Olimpia Milano de la LEGA de Italia para jugar hasta el final de la temporada.
Tras su paso por la Liga ACB ha seguido militando en diversos equipos italianos. En 2015, a sus 40 años fichó por el Dinamo Basket Sassari.

## Clubes
- Benetton Treviso (1992-1995)
- Petrarca Padova (1995-1996)
- Benetton Treviso (1996-2005)
- FC Barcelona (2005-2008)
- Bruesa GBC (2008-2009)
- Armani Jeans Milán (2009)
- Montepaschi Siena (2009-2010)
- Pallacanestro Cantù (2010-2012)
- Reyer Venezia (2012-2013)
- Universo Treviso Basket (2013-2014)
- Pallacanestro Cantù (2014)
- T.B. Montichiari (2015)
- Dinamo Basket Sassari (2015)

### Títulos internacionales de Club
- 2 Recopa:

Pallacanestro Treviso: (1995, 1999)

### Títulos nacionales de Club
- 4 Ligas italianas:

Pallacanestro Treviso:  1997, 2002, 2003
Mens Sana Siena: 2010
- 7 Copas de Italia:

Pallacanestro Treviso: 1993, 1994, 1995, 2000, 2003, 2004, 2005
Mens Sana Siena: 2010
- 4 Supercopas de Italia:

Pallacanestro Treviso: 1997, 2001, 2002
Mens Sana Siena: 2009
- 1 Copa del Rey:

FC Barcelona: 2007